# Сутора руда
Суто́ра руда (Psittiparus ruficeps) — вид горобцеподібних птахів родини суторових (Paradoxornithidae). Мешкає в Гімалаях. Раніше вважався конспецифічним з рудоголовою суторою.

## Опис
Довжина птаха становить 18-19,5 см. Верхня частина тіла світло-коричнева, голова рудувато-коричнева, горло і нижня частина тіла біла. Очі чорні, навколо очей блакитні кільця. Дзьоб короткий, міцний, вигнутий, зверху сіруватий, знизу білуватий.

## Поширення і екологія
Руді сутори мешкають в Індії (Сіккім, Аруначал-Прадеш, Ассам), Бутані і Китаї (південно-східний Тибет, північно-західний Юньнань). Вони живуть у вологих гірських тропічних лісах та у високогірних чагарникових і бамбукових заростях. Зустрічаються на висоті до 1930 м над рівнем моря. Живляться комахами і насінням. Сезон розмноження в Індії триває з квітня по жовтень.